# مکنده (آلبوم چارلی ایکس‌سی‌ایکس)
مکنده (به انگلیسی: Sucker) دومین آلبوم استودیویی از خوانندهٔ انگلیسی چارلی ایکس‌سی‌ایکس می‌باشد که در ۱۵ دسامبر سال ۲۰۱۴ از سوی اسایلم رکوردز و آتلانتیک رکوردز منتشر‌ گردید. این آلبوم با بازخوردهای مثبت از سوی منتقدان مواجه شد؛ آنان سبک نوستالژیک آن را ستودند و این اثر در بسیاری از فهرست‌های برترین آلبوم‌های ۲۰۱۴ جای گرفت. تک‌آهنگ‌های «بوم کلپ»، «قوانین را شکستن»، «انجامش میدیم» (به‌همراهٔ ریتا اورا) و «مشهور» همگی در این آلبوم قرار دارند.
چارلی ایکس‌سی‌ایکس با حضور در برنامه‌ها و اجراهای زنده‌ی تلویزیونی از مکنده تبلیغ نمود و همچنین در تور جینگل بال ۲۰۱۴ نیز شرکت داشت. تور تور گرل پاور آمریکای شمالی که از سپتامبر تا اکتبر سال ۲۰۱۴ برگزار شد، نقش مهمی در تبلیغ آلبوم ایفا کرد. چارلی ایکس‌سی‌ایکس در سال ۲۰۱۵ در بخش اروپایی تور جهانی کیتی پری به نام تور جهانی منشوری به‌عنوان افتتاح‌کننده به اجرا پرداخت.